# Eduard Spörri

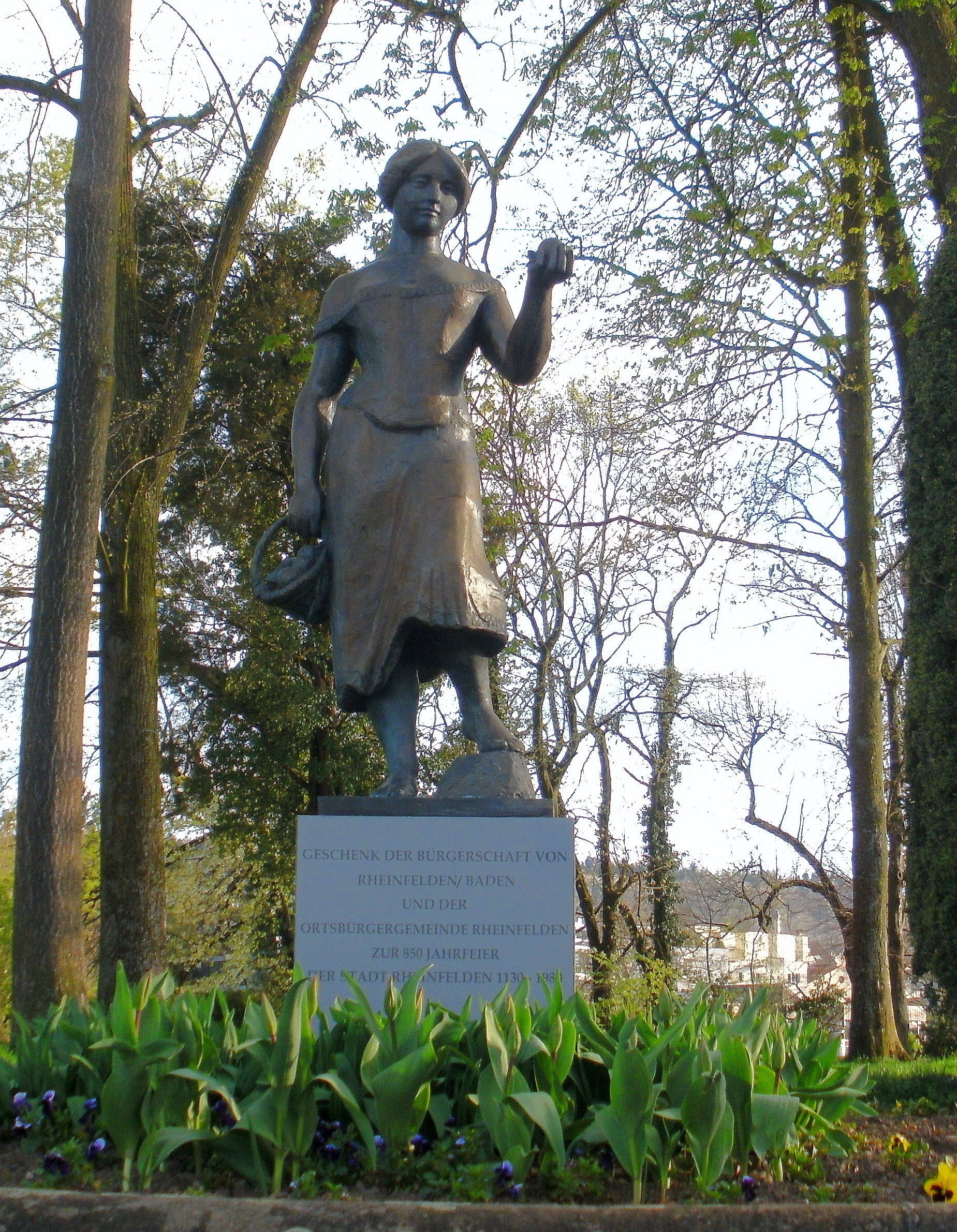
Rzeźba „Judith”

Eduard Spörri (ur. 21 stycznia 1901 w Wettingen, zm. 1 lipca 1995 tamże) – szwajcarski rzeźbiarz i rysownik.

## Życiorys
Pochodził z artystycznej rodziny. Uczył się w szkole rzemiosła artystycznego w Zurychu, a na początku lat 20. w Akademii Sztuk Pięknych w Monachium. W 1924 powrócił na stałe do Wettingen. Brał udział w Grossen Deutschen Kunstausstellung (1927) oraz Biennale w Wenecji (1936).
Specjalizował się w rzeźbie z brązu (figuralnej i portretowej) oraz w różnych technikach graficznych, litografii, rytownictwie itp. Dzięki swoim pracom stał się znanym rzeźbiarzem kantonu Argowia.